# 合果木
合果木（学名：Paramichelia baillonii）为木兰科合果木属下的一个种。